# Cyrano de Bergerac (skuespil)
 For alternative betydninger, se Cyrano de Bergerac (flertydig). (Se også artikler, som begynder med Cyrano de Bergerac)
Cyrano de Bergerac er et fransk skuespil af Edmond Rostand skrevet i slutningen af 1800-tallet.
Skuespillet tager frit udgangspunkt i digteren
Cyrano de Bergerac som levede fra 1619 til 1655.
I skuespillet har Cyrano en store næse der er central i stykket.
Skuespillet er kaldt Rostands mesterværk
og "en af fransk teaters udødelige klassikere".
I modsætning til datidens såkaldte naturalistisk teater à la Henrik Ibsen er Cyrano de Bergerac skrevet i et ophøjet sprog og på vers.
Rostand skrev skuespillet til datidens store franske skuespiller Constant Coquelin. En kort farve- og talefilm fra 1900 findes med Coquelin i rollen.
I Danmark udkom P.A. Rosenbergs danske oversættelse i 1899 og med undertitlen "Romantisk Skuespil paa Vers i 5 Akter".
Det Kongelige Bibliotek har indskannet bogen.
Poul Reumert spillede rollen som Cyrano i 1927.
Det Kongelige Teaters udgave i 2019 havde Olaf Johannessen i titelrollen i en instruktion af Katrine Wiedemann.
Den danske musiker Sebastian skabte musicalen Cyrano på baggrund af skuespillet. Den havde premiere på Gladsaxe Teater med Flemming Enevold i titelrollen.
Jean-Paul Rappeneaus franske film fra 1990 havde Gérard Depardieu i hovedrollen. Den havde dansk biografpremiere samme år.
Alexis Michaliks film Edmond fra 2018 skildrer tilblivelsen af skuespillet.
I denne film spiller Thomas Solivérès Edmond Rostand, mens Olivier Gourmet spiller skuespilleren Constant Coquelin.
Filmen havde premiere i Danmark i 2019.

## Reference
1. ↑  H. Carrington Lancaster (januar 1922), "Cyrano de Bergerac par Edmond Rostand.", Modern Language Notes, 37 (1): 47, doi:10.2307/2914735, JSTOR 914735, Wikidata  Q120270972
2. 1 2  Christian Monggaard (10. oktober 2019), "'Edmond' fortæller muntert historien om fransk teaters mest berømte næse", Dagbladet Information, Wikidata  Q120272564
3. ↑  Edmond Rostand (1899), Cyrano de Bergerac, København, Wikidata  Q129179202
4. ↑  https://www.kb.dk/e-mat/dod/115608019894-color.pdf
5. ↑  - Redaktionen (1. februar 1987), "Kronik", Magasin fra Det Kongelige Bibliotek, 2 (1): 25-42, Wikidata  Q120265635
6. ↑  "Cyrano de Bergerac".
7. ↑  "Cyrano de Bergerac".